# Noms de les Illes Balears

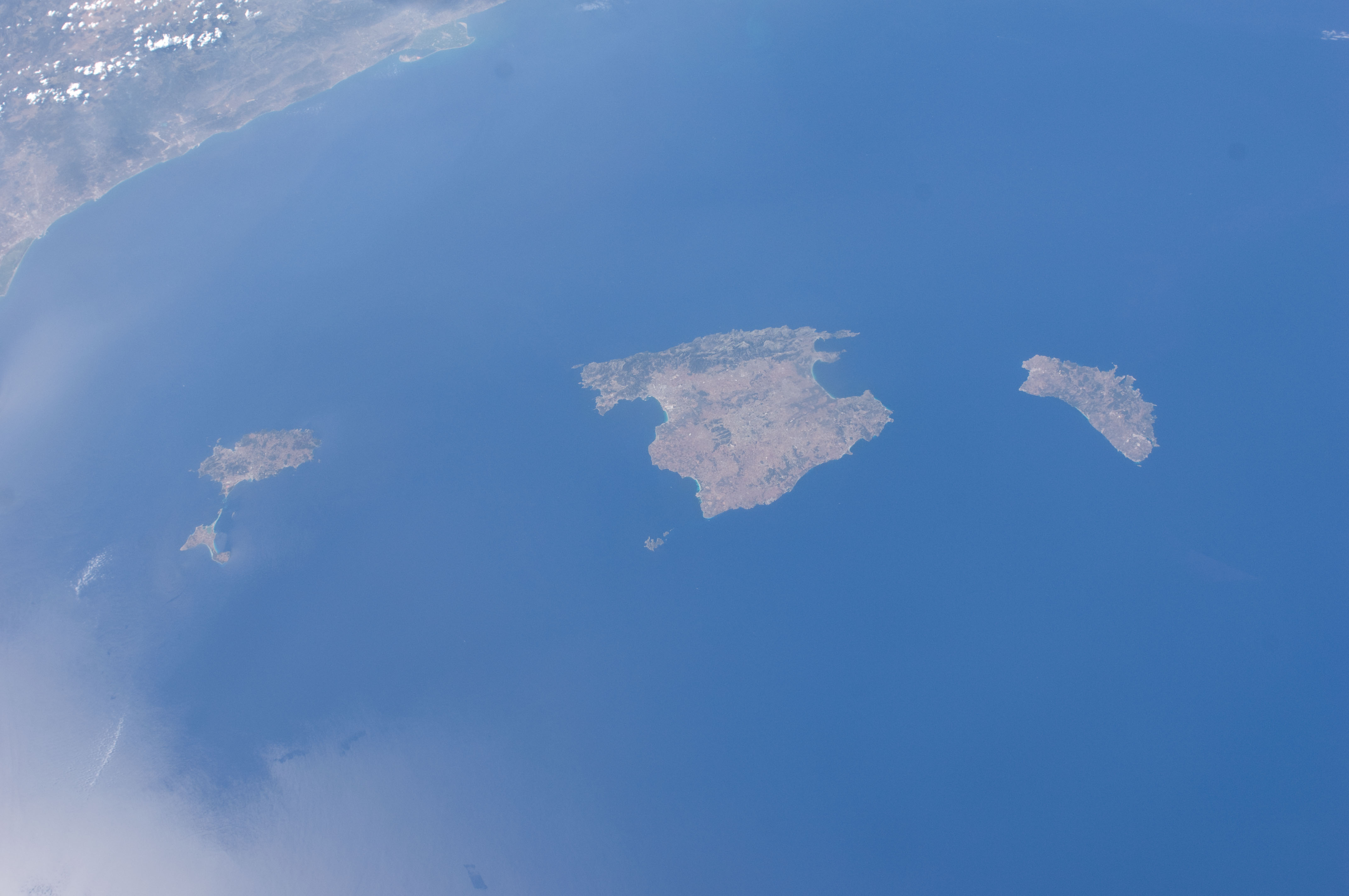
Les Illes Balears

Les Illes Balears són un arxipèlag de la Mediterrània occidental situat entre Sardenya, la península Ibèrica i la Barbaria. Estan formades per quatre illes habitades i un gran nombre d'illes i illots deshabitats, entre les quals destaca Cabrera i la Dragonera.
Al llarg de la història han rebut diversos noms, tant l'arxipèlag com cada illa individualment, principalment d'origen grec, llatí i també púnic. El fet que es tracta d'un arxipèlag ha condicionat que els topònims per referir-s'hi sempre hagin estat derivats d'etnònims ajuntats al substantiu genèric illa. La manca de consciència d'unitat interinsular, característica de tots els pobles que les han habitat al llarg de la història, ha provocat que sovint no existís cap terme concís per referir-se a l'arxipèlag i que, quan ha existit, fos més aviat d'ús entre els pobles veïns i, en tot cas, imposat de fora, que no pas un terme corrent entre llurs habitants, que sempre s'han referit a cadascuna de les illes principals pel seu nom i entenent-les com a entitats diferenciades.
Actualment, els termes en ús són Illes Balears (i l'adjectiu balear) pel conjunt de l'arxipèlag i Illes Pitiüses (i l'adjectiu pitiús) pel subarxipèlag d'Eivissa, Formentera i illots adjacents. En canvi, el terme Gimnèsies, que engloba Mallorca i Menorca, és en desús, més enllà de qualque ús poètic. En fi, en àmbit català també és freqüent l'ús del substantiu plural les Illes, amb els adjectius corresponents illenc o insular. No obstant això, en àmbit balear és hegemònica la pràctica de no categoritzar l'arxipèlag com a unitat i així considerar-les cada una com a entitat autònoma, sovint amb l'excepció d'Eivissa i Formentera, que se solen considerar dues parts d'una unitat.

## L'arxipèlag
Geològicament, les Balears són un arxipèlag format per un emergiment d'una plataforma submarina que és la continuació de les Serralades Bètiques, i geogràficament se sol acceptar que conformen un arxipèlag unitari. En canvi, socialment i culturalment aquesta unitat no és tan nítida, ni ho ha estat mai al llarg de la història. El motiu de fons és que tot i la proximitat geogràfica, a la pràctica la mar esdevé una frontera de molt de pes en les relacions i els contactes més immediats, i afebleix en gran manera un possible sentiment de pertinença a una comunitat afavorida per la insularitat. Existeix una dita popular que diu que la mar fa forat i tapa que expressa aquesta idea.
Al llarg de la història ha estat persistent la consideració de l'arxipèlag balear com a una unitat per part de l'ocupador, pel qual les illes sempre han estat una entitat rellevant; en canvi, llurs habitants no percebien de cap manera aquesta unitat, que no tenia conseqüències en la seva identificació com a conjunt. D'aquesta manera, els noms de l'arxipèlag sempre han estat exògens, mai no endògens. Llurs habitants no han tengut mai la percepció d'unitat balear, i sempre han considerat com a compatriotes els habitants de la seva illa, i no pas els de les altres.
Hi ha hagut altres constants al llarg de la història, com ara subagrupar l'arxipèlag en les illes orientals (Mallorca, Menorca i altres illes i illots adjacents) i illes occidentals (Eivissa i Formentera i altres illes i illots adjacents). En qualsevol cas, la unitat que conformen Eivissa i Formentera sempre ha estat més potent que no pas la que formen Mallorca i Menorca, per bé que al llarg de la història Mallorca i Menorca sempre han mostrat més semblances entre elles que no pas amb Eivissa. Per altra banda, sovint hom ha considerat que es tracta d'un arxipèlag amb tres illes principals, essent Formentera un apèndix d'Eivissa, per la gran proximitat. De fet, històricament ha estat despoblada i repoblada de gent procedent d'Eivissa diverses vegades a la història. Solament la seva condició d'illa habitada (en contrast amb Cabrera, per exemple) l'ha portada a ser considerada una de les illes principals, i només recentment ha aconseguit la igualtat institucional amb Eivissa, quan el 2007 es creà el Consell de Formentera.

### Els grecs
La primera civilitzaició històrica que va entrar en contacte amb els pobladors de les Balears va ser la púnica, que va colonitzar l'illa d'Eivissa. Atès que es conserva ben poc de la literatura púnica hom no sap quin terme se servien per referir-se a l'arxipèlag. No obstant això, la colonització púnica de les Pitiüses va provocar que es produís una dualitat ètnica a l'arxipèlag: d'una banda, Eivissa era d'ètnia cartaginesa, i d'altra banda Mallorca i Menorca eren d'ètnia indígena. Així, els grecs no donaren un sol nom a l'arxipèlag, perquè entenien que estava format per dos blocs d'illes que formaven realitats distintes: les Gimnèsies (Γυμνήσιαι, gymnēsiai), habitades pels gimnesis, Mallorca i Menorca; i les Pitiüses, habitades per púnics.

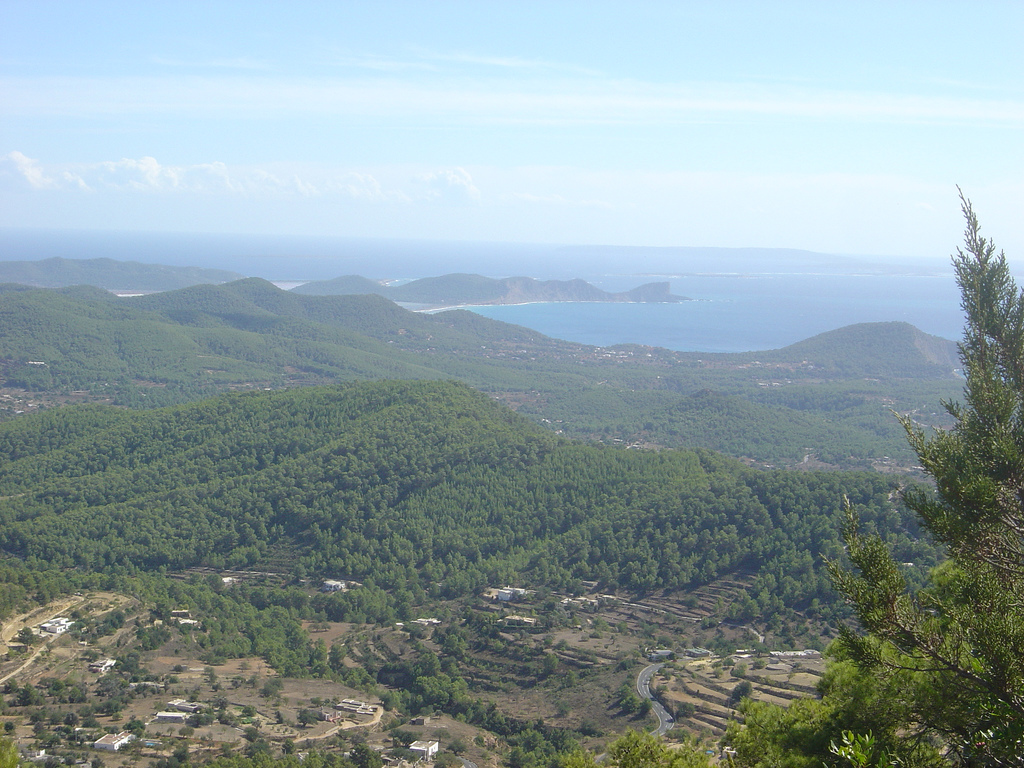
El nom de les Pitiüsses remet a la població de pins.

Així doncs, entre els grecs els indígenes mallorquins i menorquins rebien el nom de gimnesis (Γυμνήσιοι, gymnēsioi), derivat de l'adjectiu gimneta (γυμνήτης, 'nuu', 'sense armadura') i que fa referència a la manera en què combatien, amb armament lleuger, per bé que entre els antics circulava l'explicació que el motiu era que a l'estiu vivien despullats. Aquest adjectiu era un etnònim, que servia per donar nom a les illes, les quals eren anomenades Γυμνήσιαι νῆσοι (gymnēsiai nēsoi, 'illes Gimnèsies', 'les illes dels gimnesis').
Al seu torn, el nom de Pitiüsses (Πιτυοῦσσαι, pityūssai) designava Eivissa i les illes adjacents, entre les quals Formentera. Es tracta d'un mot grec, derivat de πίτυς (pítȳs, 'pi') i el sufix -oussa, molt corrent per anomenar illes, ja fos com a nom o com a apel·latiu. De fet, foren diverses les illes conegudes amb aquest nom. Prové del singular Pitiüssa, aparentment antic nom grec d'Eivissa, 'illa dels pins', que podria ser una traducció del fenici Ibošim.

### Els romans

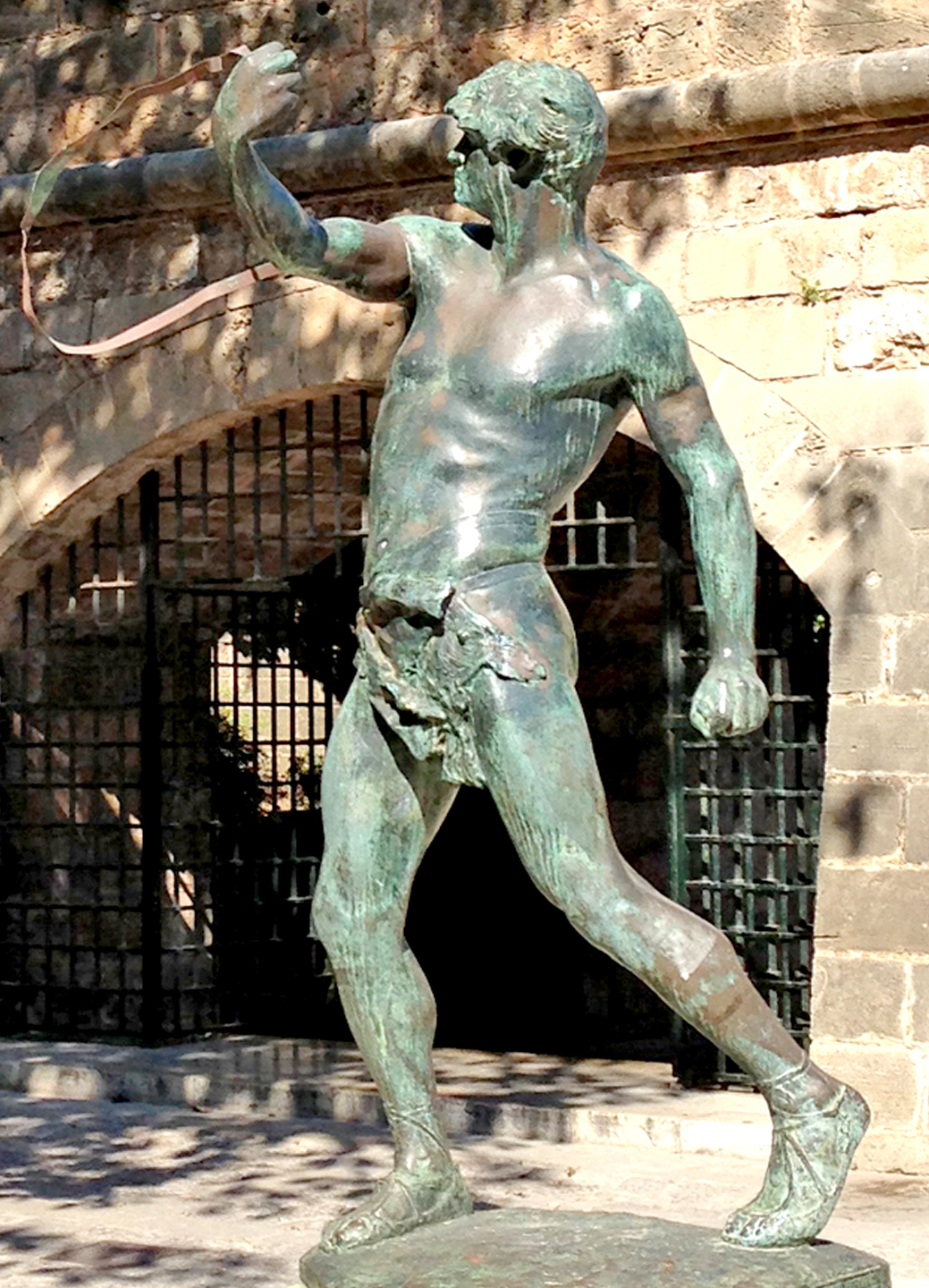
Segons els grecs, el nom de les Balears prové del verb bállō 'llançar'.

Amb l'expansió de Roma, els romans també entraren en contacte amb els pobladors de l'arxipèlag i, com els grecs, les consideraren en dues unitats: per una banda, Mallorca i Menorca, poblades d'indígenes; i per altra Eivissa i les illes adjacents, poblades per púnics. Dels grecs manllevaren el terme Pitiüsses, per bé que sovint s'hi referien simplement amb el nom d'Eivissa, mentre que Mallorca i Menorca les batiaren amb el nom que donaven als seus pobladors, Baliares, terme manllevat també pels grecs (Βαλιαρεῖς, Baliarēs), ja documentat en aquest idioma en un papir del segle iii aC. Hom ha discutit força de l'origen d'aquest etnònim, considerat pels antics bé grec (derivat del verb βάλλω, bállō 'llançar') o bé púnic, també relacionat amb els foners balears i la seva destresa en el llançament (ba’ lé yaroh, 'mestres del llançament'), per bé que també podria ser un mot manllevat de la llengua indígena dels balears.
Com en el cas dels grecs, el terme insulae Baliares es referia exclusivament a Mallorca i Menorca; en canvi, quan, amb el temps, els romans inclogueren dins els seus dominis l'illa d'Eivissa, el terme passà a englobar també les Pitiüses. A partir d'aquest moment, les Balears començaren a ser considerades com a realitat unitària, denominada amb el nom de (insulae) Baliares, terme que apareix amb recurrència al llarg de tot el primer mil·lenni. En canvi, l'hel·lenisme Gymnesiae romangué solament com a terme erudit i de la llengua poètica, també en grec, que havia adoptat el llatinisme.

### Els àrabs
El segle vii aparegué un nou actor polític a la Mediterrània Occidental: els musulmans. El 698 conqueriren Cartago i el 732 ja s'havien fet amb la Península Ibèrica (a excepció de de part de la serralada cantàbrica i Pirineus), moment en què començaren les ràtzies i incursions a les Balears. Els àrabs consideraren que les Balears feien part d'al-Àndalus, i així foren anomenades Illes Orientals d'al-Àndalus (Al-Jaza'ir al-Sharquiya), per bé que actualment també són anomenades al-Bilyar (derivat de balear).

### El Regne de Mallorca
El 1229 el Rei en Jaume arribà a Mallorca per començar la Conquista, el 1235 es conquerí Eivissa i el 1287, Menorca, i així naixia el segle xiii el nou regne. En aquella època el terme insulae Baliares havia caigut en desús, de manera que el regne rebé el nom de l'illa principal, el lloc de residència reial: Regne de Mallorques. A la pràctica, atès que l'arxipèlag tenia un correlat polític, el Regne de Mallorques, aquest nou terme començà a ser utilitzat per referir-se al conjunt d'illes. Hom ha assenyalat que el plural inesperat de Mallorca pot ésser degut al fet que al·ludesca a la pluralitat d'illes; no obstant això, hi ha altres hipòtesis plausibles i l'explicació no és definitiva.
Semblantment a allò que s'esdevengué amb la ciutat de Mallorca, amb el Renaixement el llatinisme toponímic Baliares començà a revifar, recuperat pels erudits i estudiosos del món antic. El terme rebé empenta amb la desaparició del Regne de Mallorques (llavors ja de Mallorca) el 1715, i de manera definitiva el 1833 amb la reforma provincial, que creà la Provincia de Baleares. De llavors ençà, el terme és d'ús corrent en els registres més formals i sobretot en texts legals i institucionals; en canvi, en l'ús real del dia a dia els habitants de les Balears gairebé no fan servir mai aquest terme perquè no categoritzen les illes com una unitat, per bé que estan exposats constantment al terme.

### Ús actual
Actualment, el terme Illes Balears està plenament implantat en l'àmbit institucional, acadèmic i legal, i és d'ús corrent a tots els mitjans de comunicació. No obstant això, pels motius ja esmentats, és un terme que gaudeix de poca popularitat entre els illencs perquè el setiment de pertinença a l'arxipèlag és molt més feble que el de la pròpia illa. En determinats sectors, el mateix terme pot generar rebuig, però en general el poble l'ignora més que no pas el rebutja. Sovint s'utilitza per fer referència a les institucions autonòniques.
Per altra banda, en l'àmbit català és molt freqüent referir-se a les Balears amb el genèric les Illes, que té l'adjectiu insular o illenc com a gentilici. Es tracta d'un terme utilitzat tant pels insulars com pels peninsulars. En canvi, a àmbit estatal i en llengua castellana aquest ús és molt poc freqüent, pel fet que es poden confondre les Balears amb les Canàries.
Per altra banda, encara es poden trobar reivindicacions, sempre en àmbits formals, del seny antic del terme balear, és a dir, referit exclusivament a les illes orientals, sinònim de gimnesi, que reflecteix els vincles entre Eivissa i Formentera, més potents que no pas els de Mallorca amb Menorca. No obstant això, es tracta d'un ús marginal, sovint detractor del sentiment de pertinença balear.

## Mallorca

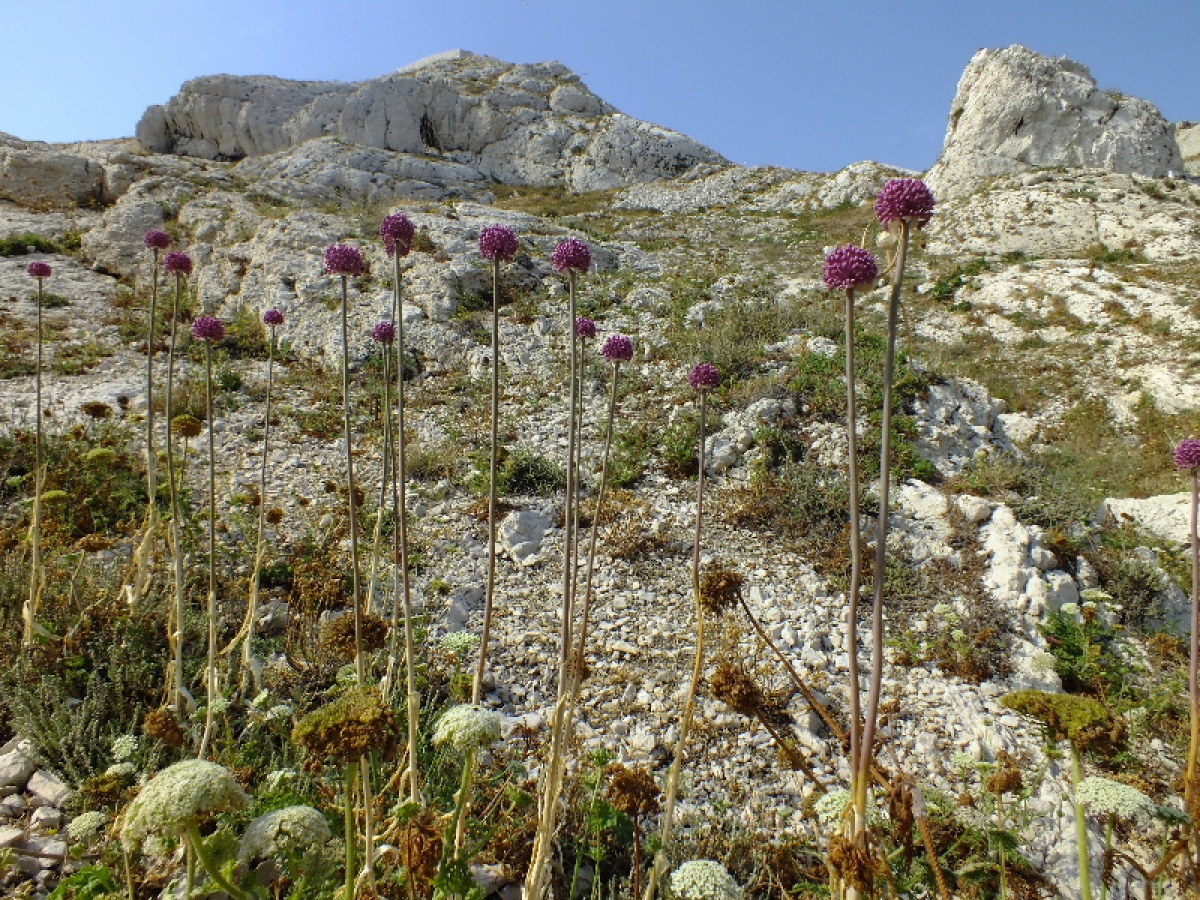
Allium commutatum o porro, que podria haver donat el nom de Cromiüssa.

Esteve de Bizanci recull un antic terme grec, emprat per Hecateu de Milet, per referir-se a Mallorca: Cromiüssa (Kρoμυοῦσσα, kromyūssa), probablement derivat de κρόμμυον, krómmyon 'ceba'. Aquest exònim (paral·lel a Melussa, Pitiüssa i Ofiüssa), però, degué caure en desús en època ben antiga. Els romans l'anomenaren simplement la Balear Major (Baliaris Maior), igual que els grecs (Βάλιαρ μείζων, báliar mēdzōn), en oposició a Menorca. No és fins al segle iii que apareix el terme Maiorica (en el Liber Generationis Mundi, que és una interpolació dins la Cronografia del 354 basada en la Crònica d'Hipòlit de Roma), l'origen del qual, clarament relacionat amb el llatí maior 'més gran', és encara polèmic, atès que no és mot format per un procés de derivació normal en llatí; hom ha suggerit bé una relació o analogia amb el nom llatí de Còrsega (Corsica), o bé que es tracti d'un topònim en creat en la llengua indígena, sigui partint de la base llatina maior sigui partint d'un terme cognat en una altra llengua indoeuropea desconeguda.
Per altra banda, hom ha observat que l'evolució normal del topònim llatí Maiorica hauria estat *Majorca; per resoldre aquest problema, uns parteixen de la forma àrab del topònim, Mayurqa (interpretant una ultracorrecció d'un suposat ieisme en Maiorca), i d'altres estiren el fil de la hipòtesi de substrat que hauria donat lloc a Maiorica, interpretant que la forma en ús no hauria estat exactament aquesta. Cal notar que, a l'edat mitjana, era força corrent esmentar aquest topònim en una aparent forma de plural, fins i tot quan anava referida a la ciutat, que sovint hom ha considerat referida a la pluralitat insular del Regne.
Entre els erudits circulà el nom de Columba referit a Mallorca (paral·lel al de Nura per Menorca), però actualment se sap que es tracta d'un error de l'Itinerarium maritimum.
El Liber Maiolichinus fa servir el nom de Balea com a innovació poètica per referir-se a Mallorca.

## Menorca

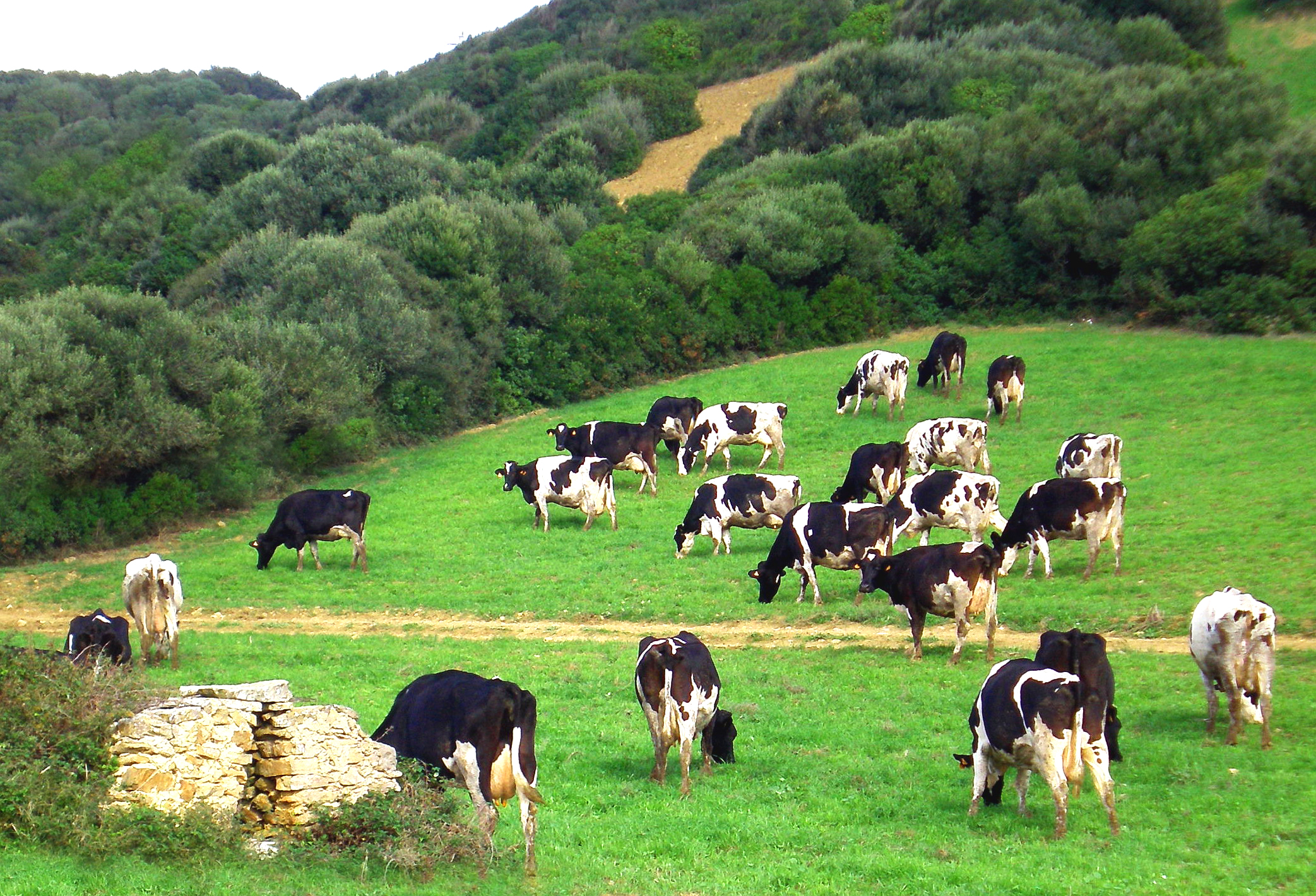
Menorca sempre ha estat coneguda per les pastures, que li valgueren el nom de Melussa.

Esteve de Bizanci recull un antic terme grec, emprat per Hecateu de Milet, per referir-se a Menorca: Melussa (Μηλοῦσσα, mēlūssa), probablement derivat de μῆλον, mēlon 'bestiar'. Aquest exònim (paral·lel a Cromiüssa, Pitiüssa i Ofiüssa), però, degué caure en desús en època ben antiga. Els romans l'anomenaren simplement la Balear Menor (Baliaris Minor), igual que els grecs (Βάλιαρ ἐλάσσων, báliar elássōn), en oposició a Mallorca. No és fins al segle iii que apareix el terme Minorica (en el Liber Generationis Mundi, que és una interpolació dins la Cronografia del 354 basada en la Crònica d'Hipòlit de Roma), l'origen del qual, clarament relacionat amb el llatí minor 'més petit', és encara polèmic, atès que no és mot format per un procés de derivació normal en llatí; hom ha suggerit bé una relació o analogia amb el nom llatí de Còrsega (Corsica), o bé que es tracti d'un topònim creat en la llengua indígena, sigui partint de la base llatina minor sigui partint d'un terme cognat en una altra llengua indoeuropea desconeguda. Els àrabs l'anomenaren Manurqa.
Entre els erudits circulà el nom de Nura referit a Menorca (paral·lel al de Columba per Mallorca), però actualment se sap que es tracta d'un error de l'Itinerarium maritimum.

## Eivissa
El nom d'Eivissa és el més antic de totes les balears, atès que ja apareix en les monedes d'època cartaginesa sota la forma ’YBŠM, que hom vocalitza com a Ibošim. Els grecs ho adaptaren en Ἔβυσσος (Ébyssos), i els romans en Ebusus. Sembla que és un nom estretament vinculat al de Pitiüssa (paral·lel a Cromiüssa, Melussa i Ofiüssa), que segons els antics fou el primer nom grec de l'illa, i que posteriorment passà a anomenar l'arxipèlag d'Eivissa i Formentera. Inicialment, hom s'interpretà que Ibošim significava 'illa dels pins' en púnic, de qual Pitiüssa seria la traducció. Actualment, la interpretació principal és que Ibošim significa 'illa de Bes', un déu d'origen egipci i adoptat pels fenicis, atès que s'han identificat nombroses referències a aquesta divinitat entre el material arqueològic trobat a Eivissa. Tot i així, és possible que tot i així el nom de Pitiüssa en sigui una traducció, segons la hipòtesi per la qual el nom original no hauria estat Πιτυοῦσσα (Pityoussa, derivat de πίτυς 'pi') ans Πυθιοῦσσα (Pythioussa, relacionat amb πύθων 'serp', 'pitó'), en referència al fet que Bes era un déu protector contra les serps verinoses. Aquesta hipòtesi parteix del fet que el nom d'illa dels pins és tan genèric que no serveix per distingir-la de cap altra illa amb pins, com serien Mallorca o Menorca. No obstant això, no es documenta cap vegada la forma Pythioussa.
El nom d'Ebusus passà a l'àrab Yābisa, probablement sota influència del mot 'terra' en aquest mateix idioma. Tot i així, la correspondència fonològica és força exacta, atès que el diftong inicial ya- és la transcripció normal en àrab clàssic de la e- inicial dels topònims romànics, i la i medial probablement sigui continuadora de l'ípsilon del grec. El català Eivissa, per la seva banda, és continuador de la forma grecollatina, amb vocalisme diftongació normal de la e- inicial, que és l'origen de la forma mallorquina i menorquina Ervissa i de la forma castellana Ibiza.

## Formentera

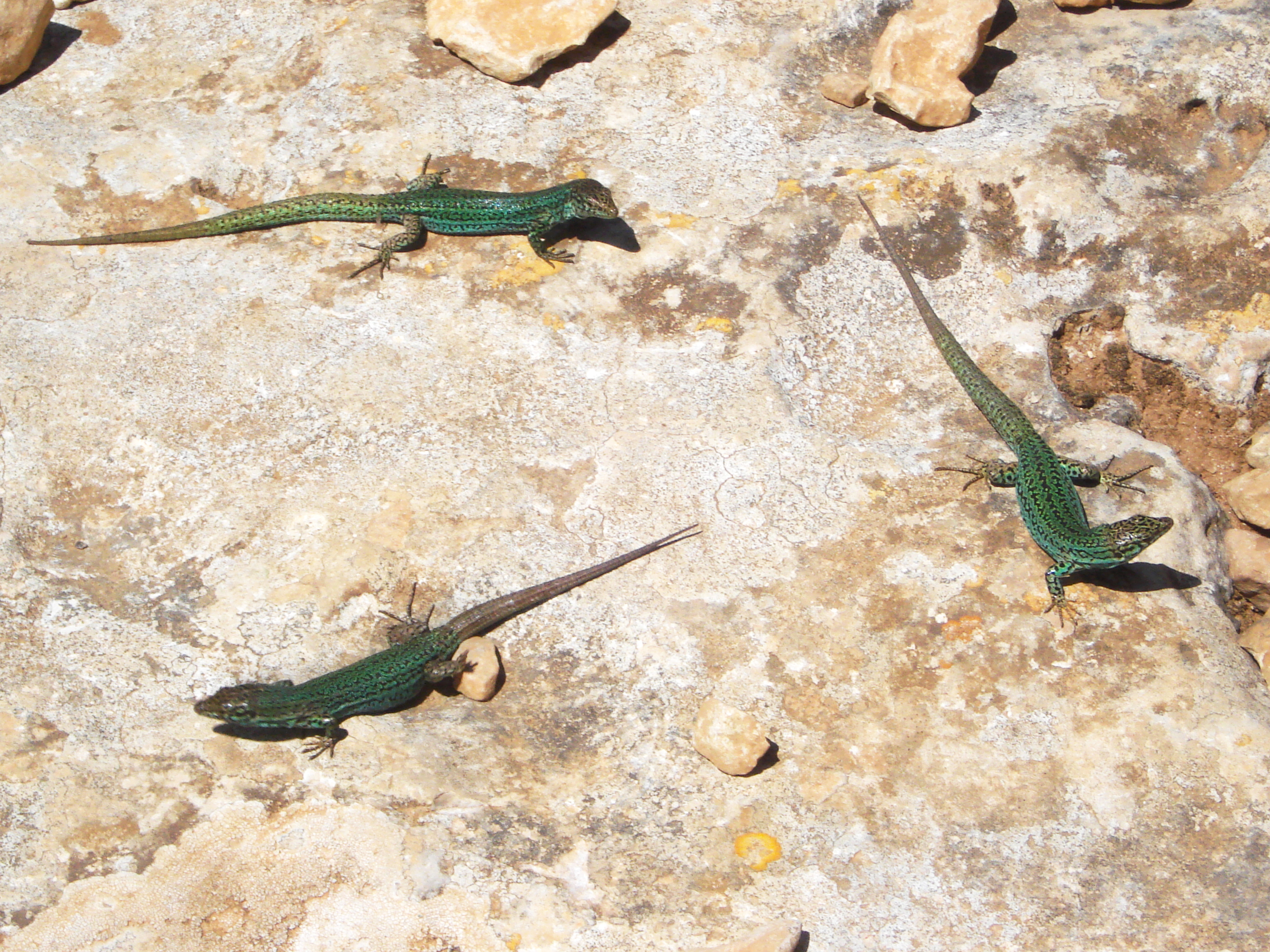
El nom d'Ofiüssa podria fer referència al gran nombre de sargantanes

A l'antiguitat era considerat un simple illot part d'Eivissa. Els grecs l'anomenaren Ofiüssa (Ὀφιοῦσσα, ophioūssa, amb el sufix -oussa, molt corrent per anomenar illes, i paral·lel a Cromiüssa, Melussa i Pitiüssa), apel·latiu també donat a altres illes i que significa 'illa de les serps'. Pels antics, el motiu d'aquest nom era que l'illa era plagada de serps; la realitat és, però, que a l'illa eren totalment absents, com a Eivissa. Probablement es tracta d'una falsa creença ocasionada a partir del nom i del fet que romania despoblada, mentre que el nom provenia de la simple oposició amb Eivissa, illa sense serps gràcies a la protecció del déu Bes. També és possible, certament, que les sargantanes de l'illa fossin confoses per serps. Els romans traduïren el topònim grec i l'anomenaren Colubrària.
Al llarg de l'antiguitat tardana, el nom d'Ofiüssa o Colubrària es perdé, substituït pel de Formentera. Aquest topònim es documenta per primera vegada el segle x en la versió a Sebastià de la Crònica d'Alfons III a propòsit de l'expedició normanda de 859, sota la forma Fermentella. La interpretació tradicional, juntament amb el topònim de Formentor, els relaciona amb el nom del forment. No obstant això, sembla improbable que cap dels dos llocs destacàs per la seva producció de blat, i per això és més raonable considerar-los derivats del llatí promontorium, amb la p- modificada en f- per influència de l'àrab (Faramantira), que desconeix el primer fonema.

## Altres illes
L'arxipèlag balear el conformen més de 150 illes i illots. Els més importants en superfície són els següents.

### Cabrera
Cabrera és l'única illa menor que apareix documentada en els texts dels antics. Plini el Vell li dona el nom de Capraria, i diu que és insidiosa naufragiis, i Marcià Capel·la (segle iv) insisteix en aquesta idea. Gregori el Gran, per la seva banda, l'anomena Capria, i dona notícia dels monjos del monestir de l'illa. Pel que fa al nom, que intuïtivament porta a pensar en l'abundància de cabres, cal notar que és un nom habitual a moltes d'illes de la Mediterrània, com ara Capri, davant Nàpols, o Caprera, davant Sardenya. És l'únic topònim de les illes menors que, com els de les majors, no porta article.

### La Dragonera

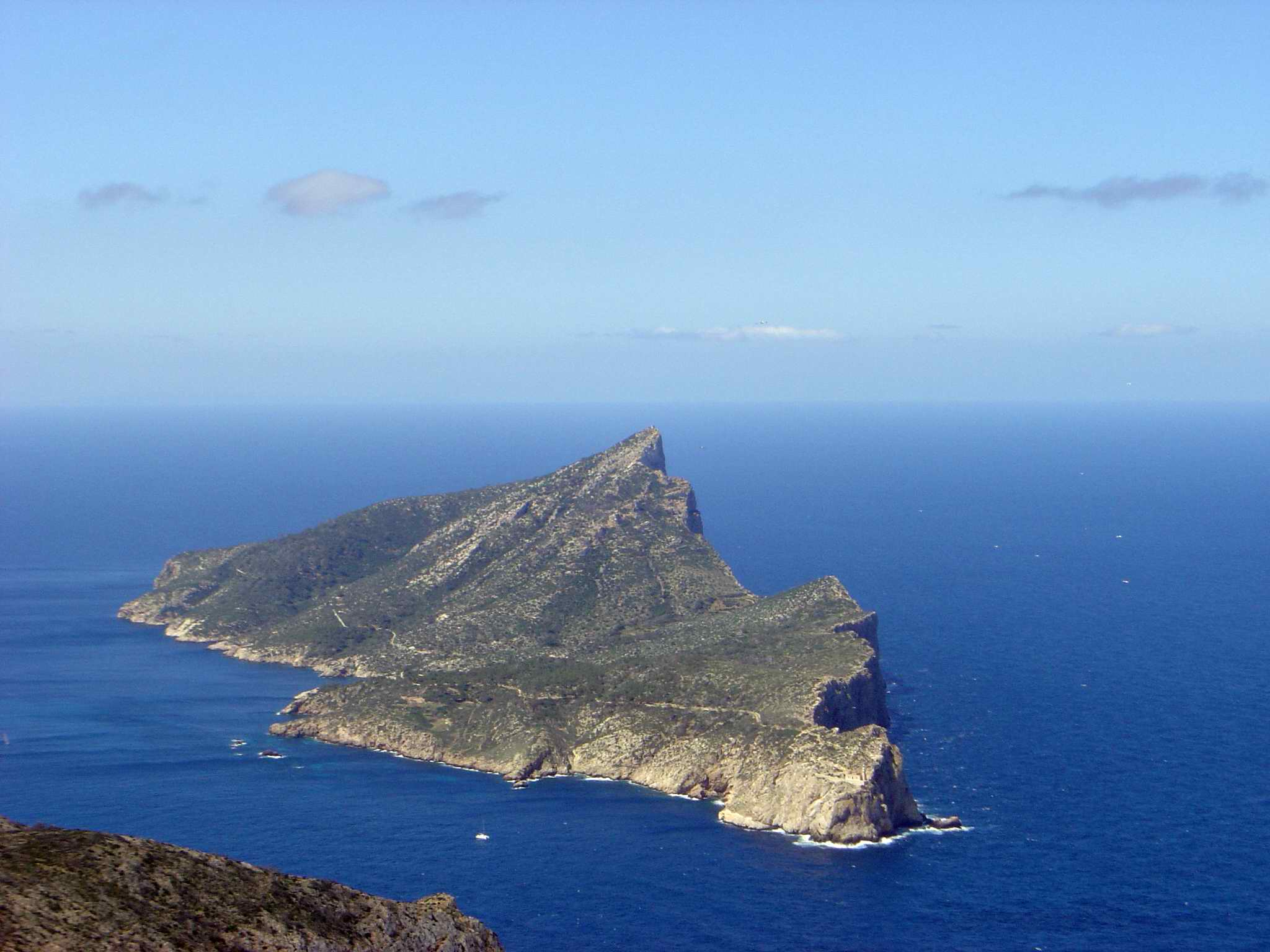
El perfil de la Dragonera ha estat comparat amb el d'un drac

El nom de la Dragonera, documentat per primera vegada el segle xiii, tradicionalment s'havia relacionat amb l'abundància de sargantanes, o bé amb el perfil escarpat de l'illa, semblant a un drac. En canvi, sembla que en realitat cal relacionar-lo amb tot un seguit de topònims semblants arreu de la Mediterrània que remeten a un mot llatí traco, -onis, documentat per primera vegada en Isidor de Sevilla i Beda el Venerable, amb el significat de 'cavitat subterrània' i relacionat amb el castellà tragar 'engolir'. Aquest topònim hauria sorgit en referència a la Cova de la Font o Cova del Moro, un punt clau per l'abastiment d'aigua a l'illa que ja era conegut de temps antics, ateses les restes arqueològiques identificades ja en el segle iv aC. Així doncs, hauria estat la Cova de la Font la que hauria donat nom a l'illa.

### Altres
La següent illa en importància és l'Espalmador. Aquest topònim és documentat per primera vegada el 1497, i és interpretat tradicionalment com a provinent del mot espalmador en el seu significat de 'petita drassana'; en canvi, segons Coromines és un topònim antic que seria paral·lel al de l'Espardell, de manera que serien l'Espart Major i l'Espartell. Es tractaria de dos topònims referents a l'ús de l'espart pels mestres d'aixa i calafats.

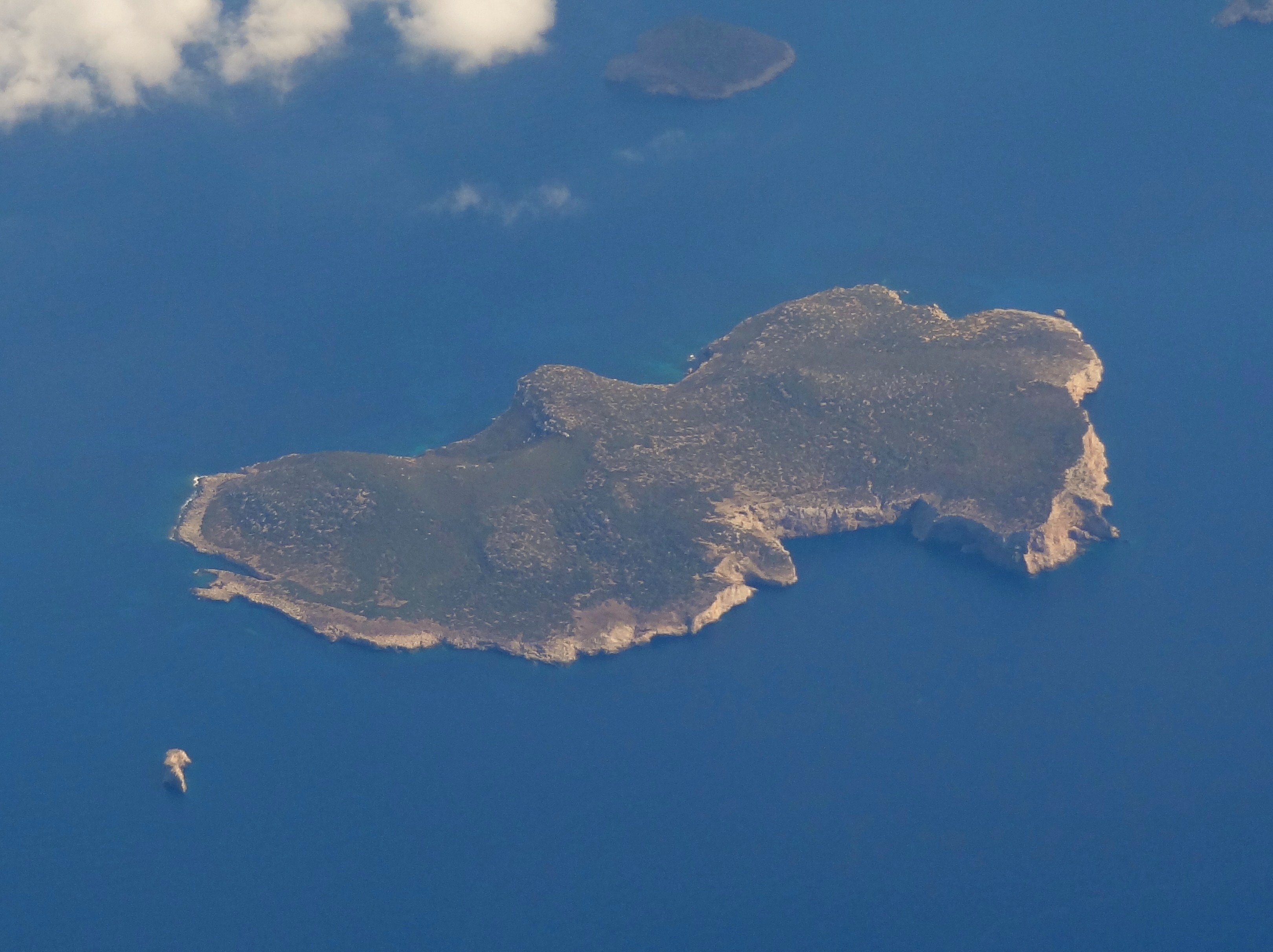
L'Illa dels Conills

Segueixen en extensió la Conillera, a Eivissa, i l'illa dels Conills, a Cabrera, dos topònims raonablement paral·lels que la tradició relaciona amb l'abundància de conills. No obstant això, cal notar que no hi ha cap notícia que porti a pensar que en aquestes illes els conills han estat mai més abundants que en altres illes. És per això que, com a alternativa, hom ha relacionat aquests dos noms i els de molts altres indrets de la costa catalana amb el mot ibèric cuniculum 'galeria subterrània', que fou manllevat pel llatí per anomenar els conills però que també fa referència a les seves llorigueres, i així podria fer referència a les nombroses coves que hi ha a l'entorn. En el cas de la Conillera d'Eivissa, també és possible que sigui un topònim derivat del nom d'un propietari, atès que el 1279 es documenta un Bernat de les Conilleres en una relació de pobladors de Portmany. Es tracta d'un topònim documentat a partir del segle xiii que, antigament, feia referència a tota una propietat, que comprenia tots els illots de Portmany i la costa d'Eivissa de davant els illots.